# فيكتور كانتيلو
فيكتور كانتيلو (بالإسبانية: Víctor Cantillo) هو لاعب كرة قدم كولومبي في مركز الوسط، ولد في 15 أكتوبر 1993 في Zona Bananera, Magdalena ‏ في كولومبيا. لعب مع أتلتيكو جونيور.

## وصلات خارجية
- فيكتور كانتيلو على موقع قاعدة بيانات كرة القدم.إي يو (الإنجليزية)
- فيكتور كانتيلو على موقع Soccerway.com (الإنجليزية)
- فيكتور كانتيلو على موقع AS.com (الإسبانية)